# بری استوبارت
بری استوبارت (انگلیسی: Barry Stobart; ۶ ژوئن ۱۹۳۸ – ۲۸ اوت ۲۰۱۳) بازیکن فوتبال اهل بریتانیا بود.
از باشگاه‌هایی که در آن بازی کرده‌است می‌توان به باشگاه فوتبال ادینگتون، باشگاه فوتبال استون ویلا، باشگاه فوتبال ولورهمپتون واندررز، باشگاه فوتبال منچستر سیتی، و باشگاه فوتبال شروزبری تاون اشاره کرد.